# Javorové stromořadí u Veverských Knínic
Alej u Veverských Knínic je stromořadí u Veverských Knínic v okrese Brno-venkov. Alej je vysázená podél silnice od místního hřbitova směrem k silnici mezi Ostrovačicemi a Veverskou Bítýškou. Alej končí u autobusové zastávky Veverské Knínice Pohádka máje rozcestí, v blízkosti areálu Pohádky máje a přírodního parku Podkomorské lesy.
Chráněné stromořadí tvořilo 49 javorů mléč vysázených roku 1887. Chráněno bylo od 2. listopadu 1978. V únoru 2010 zde stálo pouze 19 stromů, v roce 2014 jen 10 stromů. Ochrana byla zrušena 16. července 2014.